# 剪力墙

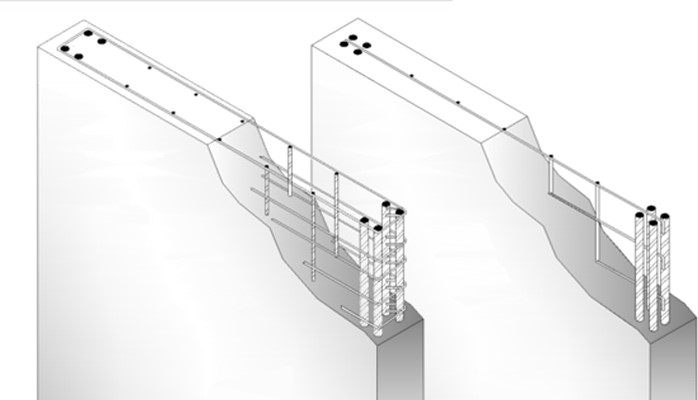
钢筋混凝土剪力墙

剪力墙，也叫做抗震墙，结构墙或耐震壁，一般为钢筋混凝土造，在地震多發地區很常見。
水平荷载是剪力墙的主要荷载，它使剪力墙受剪和受弯。为了满足使用要求，剪力墙往往开有门、窗等孔洞；有些多层、高层房屋的底层需要大开间作门厅、商店、餐厅等时，底层用柱支承，这时称为框支剪力墙。
在水平荷载作用下，剪力墙相当于一个底部固定、顶为自由的竖向放置的悬臂梁。与框架相比，剪力墙的抗侧刚度较大，侧移量较小，所以在多、高层房屋中，常布置剪力墙以提高房屋的抗侧刚度。

## 体系
剪力墙承受竖向、水平荷载，又起围护、分隔的作用。剪力墙一般按照横向布置，楼板搁置在墙上。
高层建筑外墙可采用隔热性能的轻混凝土（陶粒混凝土、膨珠混凝土等）制作成一间一块的预制板；内墙由标号不低于200号的混凝土、大模板或滑膜现浇成墙板。

### 墙、墙的连接
预制外墙板、现浇内墙板应连成整体、有可靠的连接，以抵抗由于水平力、基础不均匀沉降、温度影响等产生的各种应力。接缝的抗剪主要靠外墙板侧边的混凝土销键、环筋，接缝的抗拉主要靠外墙板的环筋、内横墙的拉结筋。
上下现浇内墙板的连接，采用大模板施工时，上下层间有施工缝，钢筋通过搭接（插筋、弯折、焊网等）保持连续。

### 墙、楼板的连接
当预制楼板采用带齿的卡口板时，带齿部分应深入横塘；为加强连接，在板的凹口处将板的纵向面筋、底筋伸入墙内，并在其末端做成弯钩。

## 外部連結
抗震利器〝剪力牆〞 （页面存档备份，存于）